# Uihei, Timiș
Uihei (nume anterior, înainte de 1924: Coloniști, Satu Nou, germană Neusiedel auf der Heide, maghiară Ujhely) este un sat în comuna Șandra din județul Timiș, Banat, România.

## Localizare
Uihei se situează pe drumul comunal 22 care face legătura dintre centrul comunei, localitatea Șandra, aflată la 3 km nord-est și satul Bulgăruș la 3,5 km la vest. La Șandra are acces și la drumul național DN6 care duce la Timișoara dar și la calea ferată prin intermediul stației de cale ferată de la Șandra, situată favorabil la intrarea în sat dinspre Uihei. 

## Etimologie
Când a fost înființată, localității i-a fost dat numele german de Neusiedel (în traducere noua așezare). Procesul de maghiarizare forțată care a urmat anexării Banatului la coroana maghiară a determinat schimbarea numelui în maghiarul Ujhely, de unde se trage și denumirea românească. Idem, după anexarea Banatului la România, în 1918, a urmat și un proces de românizare. Numele satului a fost românizat din maghiarul Ujhely în românescul Uihei.

## Istorie
Uiheiul este unul dintre satele de coloniști cele mai noi din Banat. El a fost înființat la 1844, la mai bine de o sută de ani de la începutul colonizărilor, de locuitori ai altor sate din împrejurimi (Grabaț, Bulgăruș, Lenauheim, Iecea Mare, Șandra) dar și din alte sate din Banat. Mare parte dintre primii coloniști erau cultivatori de tutun. 
Încă de la început, planurile de construcție ale satului au fost foarte specifice, loturile de case erau divizate în mod egal, casele trebuiau să fie ordonat aranjate și să se supună unor reguli stricte, cu tipicele fațade ale caselor șvăbești spre stradă. Suprafețele de pământ erau destul de limitate și erau date în arendă în condiții destul de stricte. Aceste condiții au fost eliminate o dată cu revoluția de la 1848, fapt care a permis dezvoltarea așezământului. A urmat o perioadă de prosperitate care s-a menținut relativ constantă, independent de schimbările politice din Banat. Aceasta a fost abrut întreruptă de al doilea război mondial. Au urmat deportări în Rusia, apoi deportările în Bărăgan și în final colectivizarea. Aceasta a dat o lovitură gravă localnicilor, majoritari germani, care se ocupau cu succes de agricultură. Atât casele cât și pământurile lor au trecut în proprietatea statului. Totuși, la scurt timp după aceea, proprietatea caselor a fost din nou recunoscută proprietarilor de drept. A urmat o perioadă de relativă creștere, satul a fost conectat la rețeaua electrică, drumurile au fost reparate, infrastructura în general îmbunătățită. Între 1951-1956, din Uihei au fost deportate în Bărăgan 22 de persoane, relativ puține față de alte localități din Banat.
În deceniul al 8-lea, situația a început din nou să se deterioreze, culminând cu Revoluția din 1989. Imediat după revoluție, s-a înregistrat o masivă emigrare a etnicilor germani în Germania. 4 ani mai târziu, în 1994, la împlinirea a 150 de ani de la fondare, în Uihei mai locuia un singur etnic german originar din Uihei. Populația germană a fost treptat înlocuită de cea română, însă evoluția populației s-a menținut constant în scădere. Anii 2000 au adus o inversiune de trend. La recensământul din 2002 a fost înregistrată prima creștere a populației după aproape 50 de ani.